# 14238 d'Artagnan
14238 d'Artagnan este o planetă minoră (asteroid) din centura de asteroizi. A fost descoperită pe 31 decembrie 1999 la Fountain Hills Observatory⁠(d) de Charles W. Juels⁠(d) și a fost numită după Charles de Batz de Castelmore d'Artagnan. 
Obiectul prezintă o orbită caracterizată de o semiaxă mare de 2,5576845 UAi, o excentricitate de 0,24, o înclinație de 5,30156 ° în raport cu ecliptica.